# Geraldo Pereira Sobrinho
Geraldo Pereira Sobrinho foi um político brasileiro do estado de Minas Gerais. Foi deputado estadual em Minas Gerais no período de 1980 a 1987 (9ª e 10ª legislaturas

)